# Гольчиха
Гольчиха — река в Таймырском Долгано-Ненецком районе Красноярского края, правый приток Енисея. Длина — 115 км, площадь водосборного бассейна 1050 км².
Исток реки находится на Таймырской возвышенности Моховая Лайда, в группе озёр Тембарто. Извилистая река течёт по холмистой тундре, в основном в юго-западном направлении. Впадает в Енисей примерно в 5 км северо-западнее посёлка Воронцово, образуя два рукава, огибающие остров Гольчиха, на расстоянии 31 км от устья.
По данным государственного водного реестра России относится к Енисейскому бассейновому.

## Притоки
- Поперечная — длиной 33 км, впадает слева, в 10 км от устья[5];
- Ямбуяха — длиной 14 км, впадает справа, в 20 км от устья[6];
- Малая Гольчиха — длиной 77 км, впадает справа, в 30 км от устья[7];
- Выяха[8] — длиной 18 км, впадает справа, в 44 км от устья[9];
- без названия — в 51 км от устья[2];
- Яраяха — длиной 38 км, впадает слева, в 55 км от устья[10];
- без названия — в 71 км от устья[2];
- без названия — в 73 км от устья[2];
- Седакуяха — длиной 14 км, впадает справа, в 75 км от устья[11].